# 小鰭鯷
小鰭鯷（学名：Papuengraulis micropinna）為輻鰭魚綱鲱形目鳀科的其中一種，分布於中西太平洋區的阿拉弗拉海海域，本魚體延長，腹部圓潤，從頭部至尾部逐漸變細，上頷短，臀鰭長延伸至尾柄部，臀鰭軟條51-57枚，體長可達12公分，棲息沿海，會進行洄游，以浮游生物為食。

## 擴展閱讀
- 維基物種上的相關：小鰭鯷